# Oryzopsis lateralis
Oryzopsis lateralis là một loài thực vật có hoa trong họ Hòa thảo. Loài này được (Regel) Stapf ex Hook.f. mô tả khoa học đầu tiên năm 1896.